# Gornja Radgona
Gornja Radgona (niem. Oberradkersburg) – miasto w Słowenii, siedziba gminy Gornja Radgona. W 2018 roku liczyła 3015 mieszkańców.
Położone jest w północno-wschodniej części kraju, nad rzeką Murą. Leży tuż przy granicy z Austrią. Po drugiej stronie granicy położony jest natomiast Bad Radkersburg.
W okolicy istnieją tradycje winiarskie. W mieście funkcjonuje przemysł spożywczy i organizowane są międzynarodowe targi rolno-spożywcze. W okresie Socjalistycznej Federacyjnej Republiki Jugosławii działał w mieście zakład budowy nadwozi autobusowych Avtoradgona (mniejsze modele marki TAM).